# Przekłady Literatur Słowiańskich
Prijevodi slavenskih književnosti ("Przekłady Literatur Słowiańskich") - poljski znanstveni časopis koji objavljuje Izdavačka kuća Šleskog sveučilišta na početku kao serijska publikacija  – pokrenuti su 2009. godine na Institutu za slavensku filologiju na Filološkom fakultetu Šleskog sveučilišta u Katowicama. Posvećeni su problematici književnog prijevoda s južnoslavenskih i zapadnoslavenskih jezika, promatranoj iz teorijske, književnopovijesne i kulturnopovijesne perspektive.
Od 2017. glavni urednik je doc. Leszek Małczak (docent na Institutu za slovensku filologiju Filozofskog fakulteta Šleskog sveučilišta), koji je zamijenio prof. Bożenu Tokarz (glavni urednik 2009-2016, osnivač) - redoviti profesor na Institutu za slovensku filologiju na Filozofskom fakultetu Šleskog sveučilišta.

## Osnovne informacije
Časopis obuhvaća podjednako evidenciju prijevoda i njihovu recepciju, kao i znanstvene radove koje se odnose na:
1. osobitosti prijevoda na srodne, slavenske jezike srodnim jezicima specifici prijevoda u granicama srodnih jezika,
2. prenošenje jedne kulture u drugu posredstvom književnosti kao medija prijevoda jedne kulture na drugu posredstvom medija književnosti ,
3. ulogu prijevoda u komparatističkim istraživanjima.

## Struktura
S obzirom na dvostrukost istraživanja, dokumentacijsko-sociološku komponentu (bibliografije prijevoda slavenskih književnosti na poljski jezik i poljske književnosti na slavenske jezike te njihova recepcija) i kritičko-intepretacijsku komponentu (koja služi teorijskom uopćavanju), pojedini su svesci izdavani u dva dijela.  Svaki se svezak sastoji od problemskog i bibliografskog dijela, koji se odnosi na prijevode poljske književnosti (na bugarski, hrvatski, češki, makedonski, srpski, slovački i slovenski) i prijevode slavenskih književnosti (bugarske, makedonske, hrvatske, češke, srpske, slovačke i slovenske) na poljski jezik. Bibliografski dio obuhvaća prijevode objavljene nakon 1990. godine (bibliografia koja se odnosi na ranija razdoblja bit će dopunjavana kasnije).  Cilj je publikacije, prve te vrste u slavističkome krugu (s iznimkom rusistike), utvrđivanje razlika, sličnosti i putova uzajamnoga dijaloga među slavenskim kulturama i stvaranje temelja za slavensku komparatistiku. Slavenski susjedi, unatoč srodnosti jezika, često su jedni drugima nepoznanica. Autori često uvode i treću, neslavensku kulturu, u krug svojih interesa, s obzirom na funkcioniranje slavenskih književnosti u međukulturnoj komunikaciji, koja je, pak, politički, društveno i umjetnički uvjetovana.

## Svrha časopisa
Časopis “Prijevodi slavenskih književnosti” razvija se i zahvaljujući suradnji s poljskim znanstvenicima koji se bave znanošću o prevođenju (na sveučilištima u Bielsko-Bialoj, Gdanjsku, Krakovu, Lublinu, Poznanju, Szczecinu, Wrocławu) i s inozemnim znanstvenim centrima (u Bugarskoj, Hrvatskoj, Češkoj, Makedoniji, Srbiji, Slovačkoj i Sloveniji). Tekstovi objavljeni u časopisu prolaze recenziju, a časopis ima odjeka u cijeloj Poljskoj te izaziva zanimanje u sveučilišnim centrima u inozemstvu. Svaki je članak popraćen dvama sažetcima (na engleskome jeziku i na onome slavenskom jeziku čiju temu razmatra), abstraktom na engleskome jeziku i ključnim riječima na engleskome i odgovarajućem slavenskom jeziku.

## Vanjske poveznice
- Službena stranica časopisa  Arhivirana inačica izvorne stranice od 7. svibnja 2018. (Wayback Machine)
- Službena stranica Instituta za slavensku filologiju  Arhivirana inačica izvorne stranice od 13. veljače 2018. (Wayback Machine)
- WorldCat
- VIAF